# Karl Salzmann (Politiker)
Karl Salzmann (* 14. August 1821 in Buttstädt; † 15. März 1906) war Jurist und Mitglied des Reichstags des Norddeutschen Bundes.

## Leben
Salzmann besuchte die Universität Jena, wo er von 1840 bis 1844 Rechtswissenschaften studierte. Er ließ sich in Weida als Rechtsanwalt nieder. Ab 1859 war er Mitglied des National-Vereins und ab 1861 Mitglied des Landtags des Großherzogtums Sachsen-Weimar.
Von 1867 bis 1871 war er Mitglied des Reichstags des Norddeutschen Bundes und des Zollparlaments für den Wahlkreis Reuß älterer Linie (Greiz, Burgk) und die Nationalliberale Partei.